# Львівська вулиця (Київ)
Льві́вська ву́лиця — вулиця у Святошинському районі міста Києва, місцевість Святошин. Пролягає від Липової вулиці та Горенської вулиці до кінця забудови.
Прилучаються вулиці Анатолія Петрицького, Івана Крамського, Федора Кричевського, Кільцева дорога і Живописна. Між вулицею Федора Кричевського та Кільцевою дорогою наявна перерва у проляганні вулиці, яка утворилася у 1980-ті роки у зв'язку з частковою зміною забудови.

## Історія
Вулиця виникла під час забудови Святошинських дач на межі XIX — XX століття під назвою Пушкінська (на честь Олександра Пушкіна). Сучасна назва — з 1955 року. Назву Львівська у 1869–1926 роках мала теперішня вулиця Січових Стрільців.

## Установи та заклади
- Торговельно-економічний коледж Київського національного торговельно-економічного університету[3] (буд. № 2/4).
- Спеціалізована школа № 40 з поглибленим вивченням німецької мови (буд. № 6/3).
- Відкритий міжнародний університет розвитку людини «Україна»[4] (буд. № 23).
- Гімназія східних мов № 1[5] (буд. № 25).
- Середня загальноосвітня школа № 140 (буд. № 47/8).
- Київський міжнародний університет (буд. № 49).

## Пам'ятки
На вулиці розташовані такі пам'ятки:
- № 3 — дача Бахарєва (нині туберкульозний диспансер), 1897 рік
- № 15 — дачний будинок Мировича, кін. XIX — поч. XX ст., зруйнований у 2008 році
- № 18 — дачний будинок, 1905–1908 роки
- № 47/8 — місце, де 3 липня — 8 серпня 1941 року знаходився штаб Київського укріпрайону
- № 80 — дачний особняк київського міського голови у 1906–1916 роках І. М. Дьякова, 1905–1908 роки

## Зображення

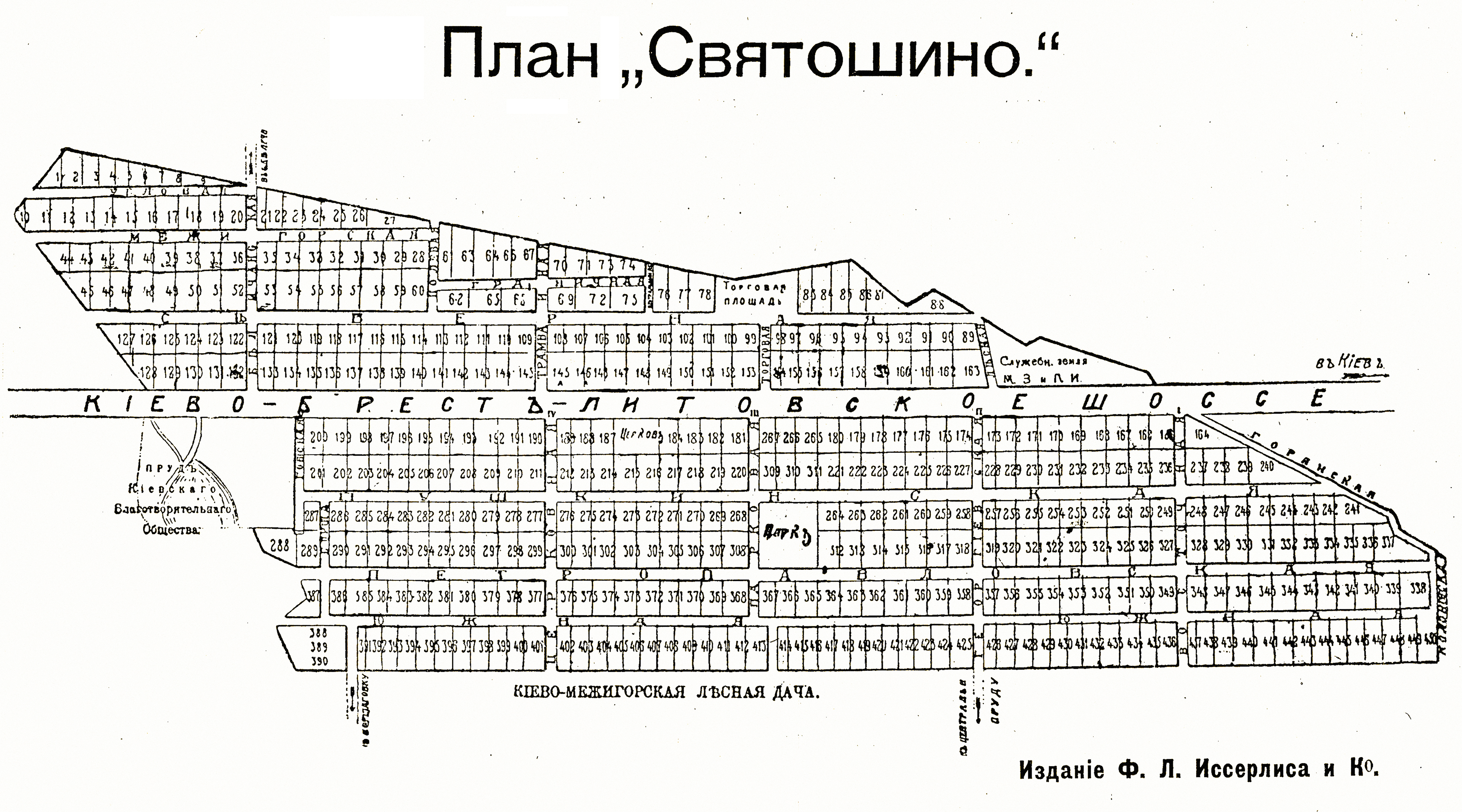
План Святошинських дач із зображенням Пушкінської вулиці, 1909
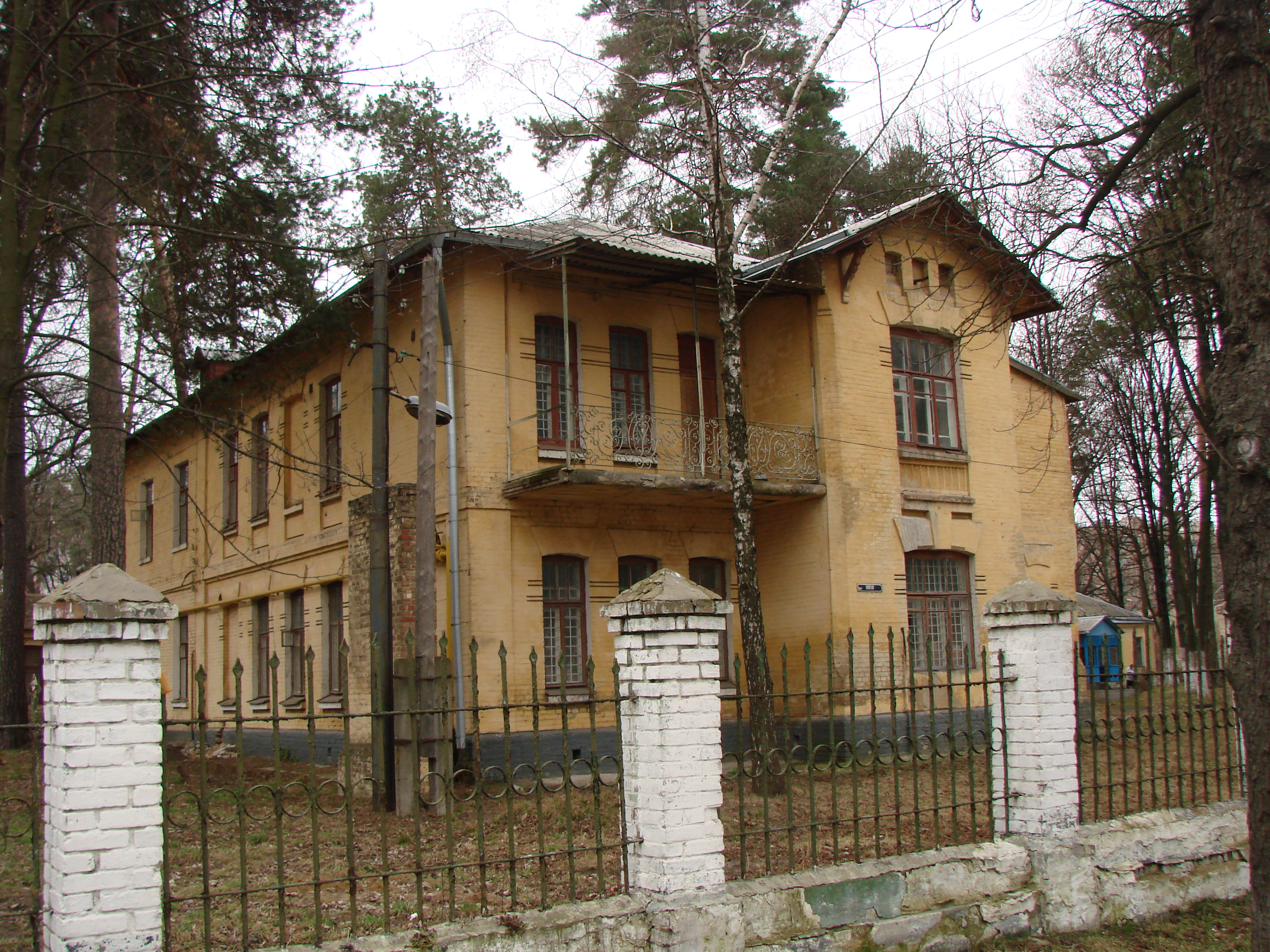
Колишня дача Бахарєва (№ 3)
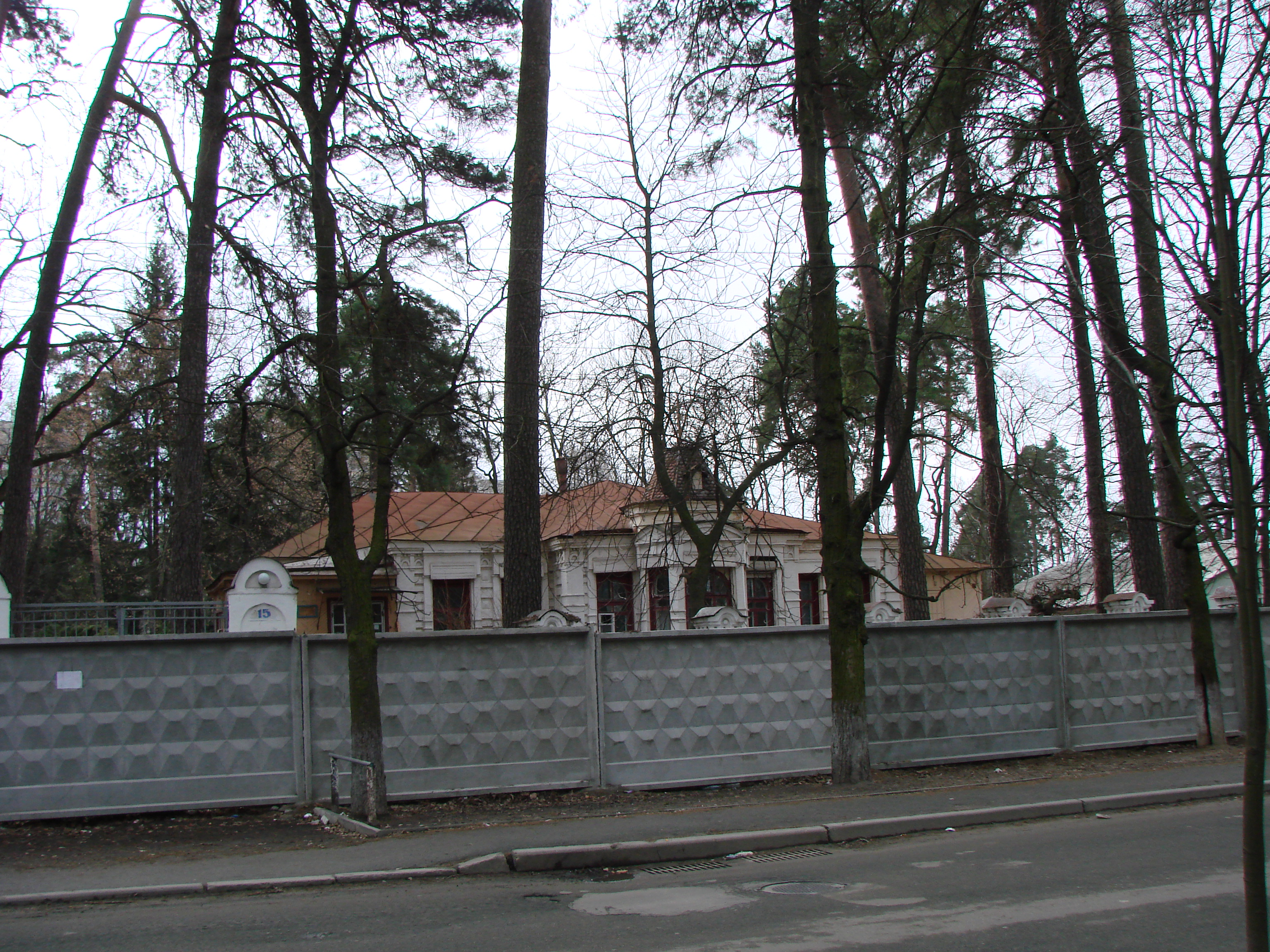
Дачний будинок Мировича (№ 15)
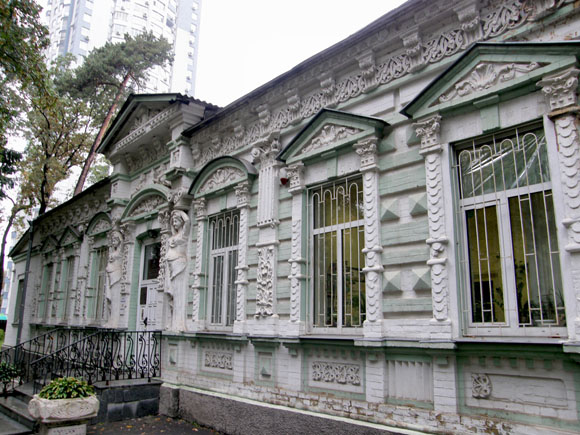
Дача з каріатидами  (№ 18)
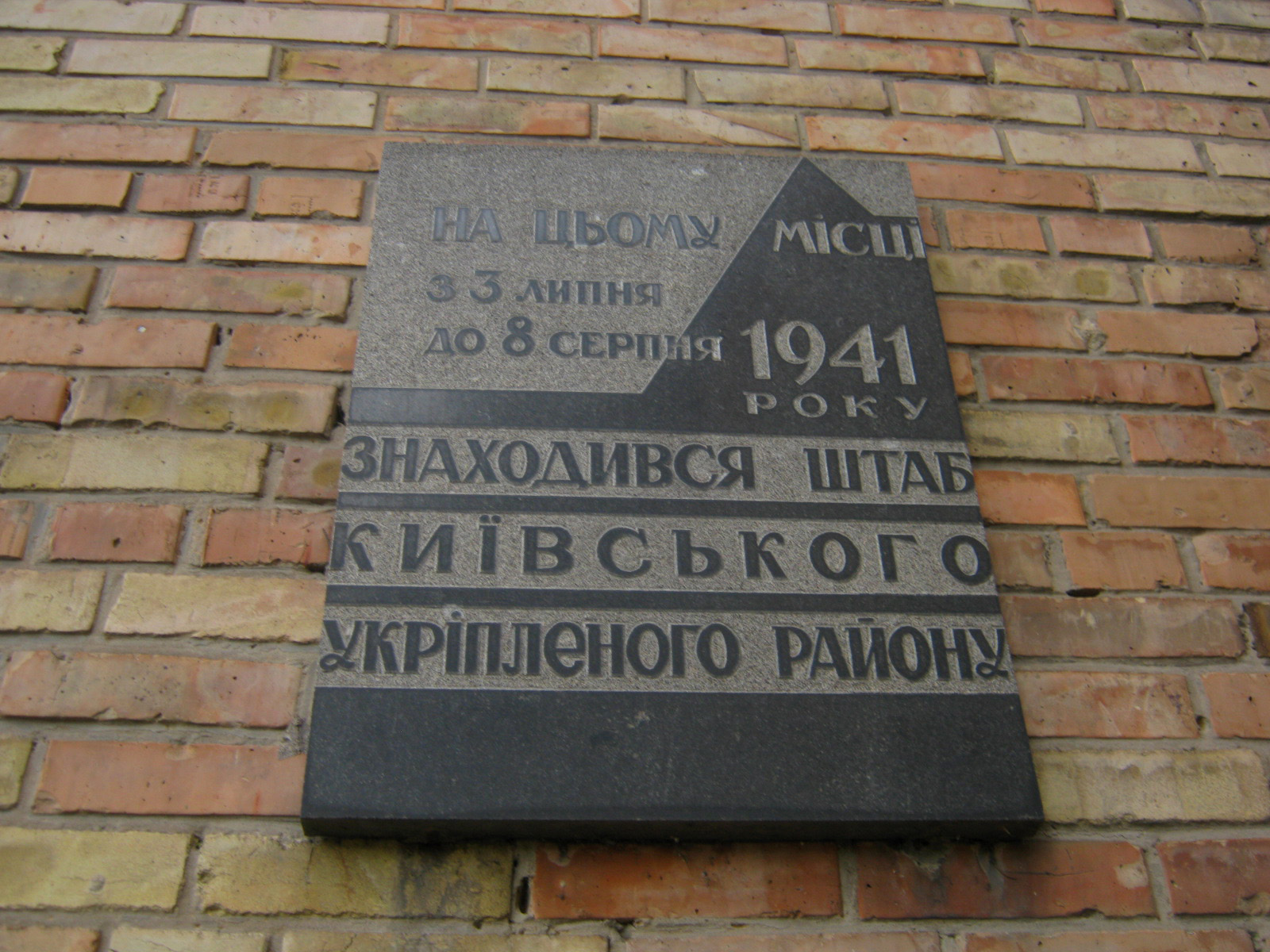
Меморіальна дошка на будинку № 47/8
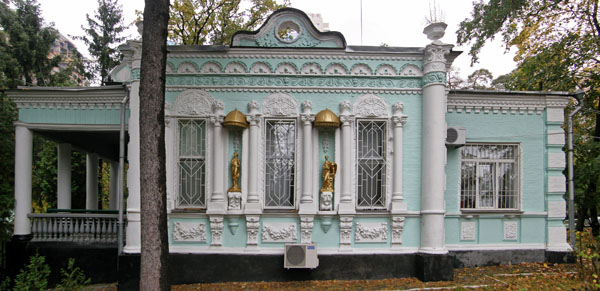
Колишній особняк Дьякова (будинок № 80)